# Sulcoretusa paziana
Sulcoretusa paziana is een slakkensoort uit de familie van de Retusidae. De wetenschappelijke naam van de soort is voor het eerst geldig gepubliceerd in 1919 door DaIl.